# Oligia divesta
Oligia divesta är en fjärilsart som beskrevs av Augustus Radcliffe Grote 1874. Oligia divesta ingår i släktet Oligia och familjen nattflyn. Inga underarter finns listade i Catalogue of Life.